# Emily Procter

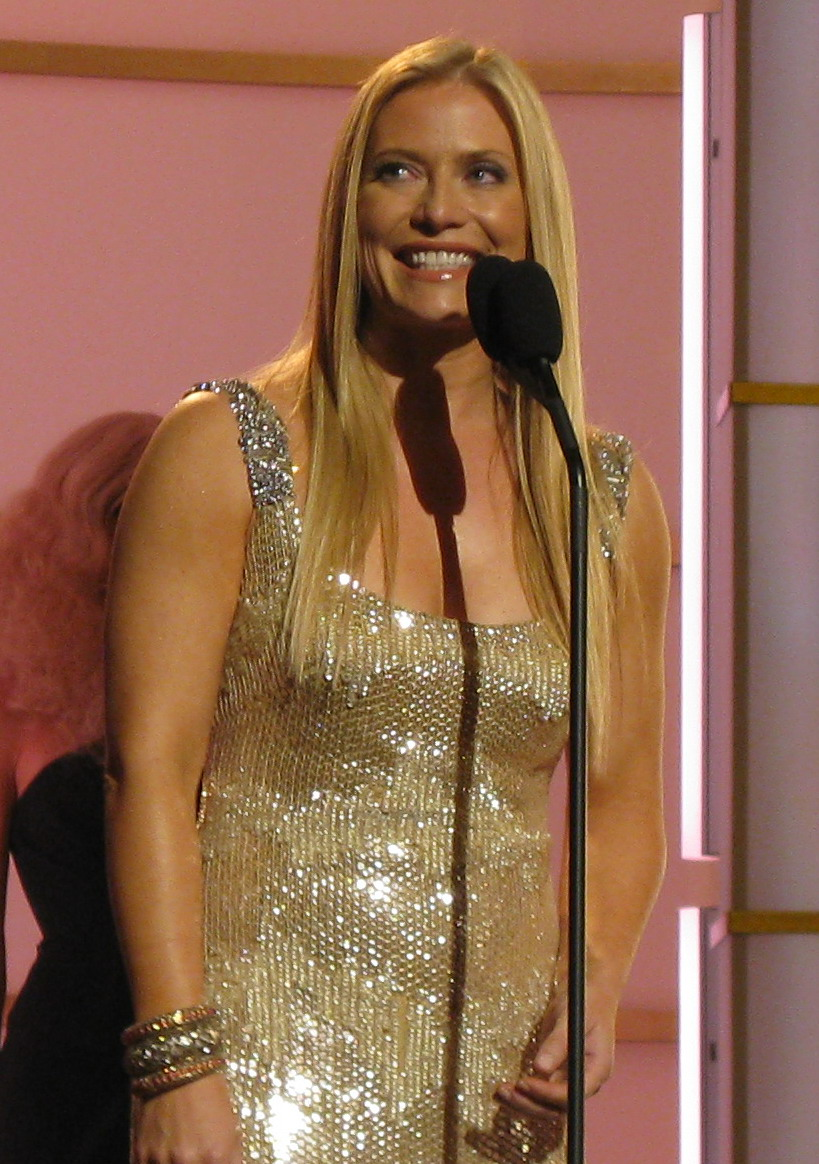
Emily Procter (2008)

Emily Mallory Procter (* 8. Oktober 1968 in Raleigh, North Carolina) ist eine US-amerikanische Schauspielerin.

## Leben und Karriere
Procter wurde in Raleigh geboren und wuchs dort auch auf. Sie war zwei Jahre alt, als sich ihre Eltern William (Arzt für Allgemeinmedizin) und Barbara scheiden ließen. Noch während sie ihren Abschluss in Journalistik und Tanz an der East Carolina University machte, war sie als Wetteransagerin beim Kanal WNTC in Greenville tätig.
Nach dem Umzug nach Los Angeles übernahm Procters Vater für zwei Jahre die Kosten für die Schauspielschule. Noch vor ihrem Abschluss spielte sie bereits Rollen in Filmen wie Leaving Las Vegas und Jerry Maguire. 1998 bekam sie ihre erste Hauptrolle in dem US-amerikanischen Fernsehfilm Breast Man, in dem auch David Schwimmer und Chris Cooper mitspielten.
Weiterhin war Procter zwei Jahre in unregelmäßigen Abständen in der preisgekrönten US-Serie The West Wing – Im Zentrum der Macht als Ainsley Hayes zu sehen. Der Durchbruch gelang ihr mit ihrer Rolle als Calleigh Duquesne in der Fernsehserie CSI: Miami, die seit 2002 im US-Fernsehen läuft. Im deutschen Fernsehen lief die Serie zuerst erfolgreich beim Fernsehsender VOX und seit April 2005 beim Sender RTL.

## Privates
Seit 2008 ist Emily Procter mit dem Musiker, Produzenten, Bassisten und Komponisten Paul Bryan liiert. Mit ihm wurde sie am 8. Dezember 2010 Mutter der Tochter Philippa Frances, genannt Pippa. In einem Interview sprach sie in der Folge sehr offen über diese für sie neue Erfahrung sowie weitere persönliche Details aus ihrem eigenen Leben, unter anderem über den Umstand, dass sie ein Adoptivkind war. Ihre Schwangerschaft wurde nicht in die neunte Staffel von CSI: Miami geschrieben und ihre Auftritte in der Serie waren deswegen für die gesamte Saison seltener.
Procter hat an verschiedenen Triathlons und Marathons teilgenommen. Sie ist eine Pokerspielerin und hat an mindestens einem Promi-Pokerturnier teilgenommen. Procter singt auch in einer Cover-Band der 1980er Jahre, die früher White Lightning  und nun Motion heißt. Procter hat sich freiwillig mit dem Young Storytellers Program gemeldet und hilft in Obdachlosenunterkünften.
Procters Interessen umfassen Inneneinrichtungen und Antiquitäten, die sie in ihrem Haus in Los Angeles praktisch umsetzt und anwendet. Während des WGA-Streiks 2007–2008 entwarf sie ein Haus für einen Freund in Saint John, Amerikanische Jungferninseln. Das Country Special vom People Magazin (März 2009) schrieb, dass sie Kenny Chesneys Haus in Malibu dekoriert hat. Sie war auch ein Gast-Juror auf der Haus- & Garten-Fernsehshow Summer Showdown.

## Filmografie (Auswahl)
- 1995: Renegade – Gnadenlose Jagd (Renegade, Fernsehserie, Folge 3x18)
- 1995: Friends (Fernsehserie, Folge 2x02)
- 1995: Superman – Die Abenteuer von Lois & Clark (Fernsehserie, Folge 3x14)
- 1995: Leaving Las Vegas
- 1995: Fast Company (Fernsehfilm)
- 1996: Jerry Maguire – Spiel des Lebens (Jerry Maguire)
- 1996: Crosscut
- 1997: The Breast Man
- 1997: The Dukes of Hazzard: Reunion! (Fernsehfilm)
- 1997: The Girl Gets Moe
- 1998: Die verrückte Kanone (Family Plan)
- 1999: Kingdom Come
- 1999: Detroit Rock City
- 1999: Forever Fabulous
- 1999: Body Shots
- 1999: Der große Mackenzie (The Big Tease)
- 1999: Das Mädchen und der Fotograf (Guinevere)
- 2000: Gefangen in eisigen Tiefen (Submerged, Fernsehfilm)
- 2000–2006: The West Wing – Im Zentrum der Macht (The West Wing, Fernsehserie, 12 Folgen)
- 2002: CSI: Den Tätern auf der Spur: „Tod in Miami“
- 2002–2012: CSI: Miami (Fernsehserie, 232 Folgen)
- 2006: Big Mama’s Haus 2 (Big Momma’s House 2)
- 2008: Turnover
- 2010: Barry Munday
- 2013: White Collar (Fernsehserie, 2 Folgen)
- 2016: Love Everlasting
- 2020: A West Wing Special to Benefit When We All Vote (Fernsehspecial)

## Videospiele
- 2004: CSI: Miami (CSI Detective Calleigh Duquesne Synchronisation)
- 1996: ssn Als SallyJavis